# Péricardite constrictive
 Mise en garde médicale
Une péricardite constrictive est une péricardite caractérisée par un épaississement des feuillets constituant le péricarde, gênant ainsi l'expansion des cavités et leur remplissage.

## Causes
Elle peut survenir comme complication de péricardites récidivantes ou chroniques. Elle peut compliquer également une chirurgie cardiaque. Une cause classique est la péricardite tuberculeuse. Aucune cause n'est retrouvée dans la moitié des cas.

## Signes
Elle se présente sous forme d'une insuffisance cardiaque à prédominance droite, avec œdèmes des membres inférieurs, augmentation de la taille du foie (hépatomégalie qui peut être pulsatile) et douleur à la palpation de ce dernier. L'examen clinique peut montrer une turgescence jugulaire particulièrement marquée à l'inspiration (alors que la veine jugulaire tend à s'aplatir dans ce cas dans les situations normales) donnant le signe de Kussmaul.

## Diagnostic
Le tableau clinique est proche de celui d'une cardiomyopathie restrictive mais plusieurs signes sont en faveur d'une péricardite constrictive.
La radiographie du thorax peut montrer des calcifications du péricarde. Ces dernières (ou un simple épaississement du péricarde) peuvent être également visualisé au scanner thoracique ou à l'IRM cardiaque. Cet épaississement est cependant absent dans un cas sur cinq. Il peut exister un épanchement pleural mais il n'existe pas de signe de surcharge vasculaire.
L'échocardiographie montre une fonction normale du ventricule gauche. Elle peut visualiser plus difficilement un épaississement du péricarde. typiquement, il existe un mouvement de recul du septum interventriculaire variable avec la respiration ainsi que des variations des flux mitraux et tricuspides avec cette dernière, ce qui la différencie avec une cardiomyopathie restrictive. en doppler tissulaire, la vitesse à l'anneau de la paroi septale est supérieure à celle de la paroi latérale (contrairement à ce qui est trouvé chez le sujet normal).
Le taux sanguin de BNP est peu élevé, ce qui la distingue des cardiomyopathies restrictives.
Le cathétérisme cardiaque montre une élévation des pressions cardiaques qui varient avec la respiration (pressions augmentant dans les cavités droite en inspiration et dans les cavités gauches en expiration).

## Traitement
Le traitement médical est celui du syndrome œdémateux : diurétiques et restriction hydrosodée. Dans certains cas, un traitement anti-inflammatoire peut améliorer l'atteinte.
On peut proposer une décortication chirurgicale du péricarde (ou péricardectomie) entraînant une amélioration des symptômes.